# آخرین روز تابستان (میکس‌تیپ)
آخرین روز تابستان (به انگلیسی: Last Day of Summer) نخستین میکس‌تیپ تجاری از خوانندهٔ آمریکایی سامر واکر می‌باشد که در ۱۹ اکتبر سال ۲۰۱۸ از سوی لاو رنسانس و اینترسکوپ منتشر گردید.

## فهرست ترانه‌ها
| شماره      | نام                                           | نویسنده(ها)           | تهیه‌کننده (گان)      | مدت   |
| ---------- | --------------------------------------------- | --------------------- | -------------------- | ----- |
| ۱.         | «بی‌پی» (BP)                                   | سامر واکر آرسنیو آرچر | آرسنیو آرچر          | ۱:۴۹  |
| ۲.         | «حرفتو بزن» (Talk Yo Shit)                    | واکر آرچر             | آرسنیو آرچر          | ۰:۳۹  |
| ۳.         | «دختران به محبت نیاز دارند» (Girls Need Love) | واکر آرچر             | آرسنیو آرچر          | ۲:۲۰  |
| ۴.         | «سی‌پی‌آر» (CPR)                                | واکر جیکوب گامبوآ     | گامبی                | ۳:۲۳  |
| ۵.         | «آب هوشمند» (Smartwater)                      | واکر آرچر             | آرسنیو آرچر          | ۲:۲۴  |
| ۶.         | «عمیق»                                        | واکر آرچر             | آرسنیو آرچر          | ۱:۳۲  |
| ۷.         | «عزیزم» (Baby)                                | واکر آرچر             | گامبی                | ۱:۲۸  |
| ۸.         | «من اونجام» (I'm There)                       | واکر تیم مکسی آرچر    | تیم مکسی آرسنیو آرچر | ۱:۵۴  |
| ۹.         | «کارما» (Karma)                               | واکر آرچر             | آرسنیو آرچر          | ۳:۰۸  |
| ۱۰.        | «دست به دعا» (Prayed Up)                      | واکر تیم مکسی آرچر    | تیم مکسی آرسنیو آرچر | ۲:۴۸  |
| ۱۱.        | «شرم» (Shame)                                 | واکر تام اپل‌بلوم      | تام                  | ۲:۴۶  |
| ۱۲.        | «درست مثل من» (Just Like Me)                  | واکر آرچر             | آرسنیو آرچر          | ۴:۱۰  |
| مجموع مدت: | مجموع مدت:                                    | مجموع مدت:            | مجموع مدت:           | ۲۸:۲۱ |

| نسخهٔ استریمینگ | نسخهٔ استریمینگ                                 | نسخهٔ استریمینگ                     | نسخهٔ استریمینگ  | نسخهٔ استریمینگ |
| شماره          | نام                                            | نویسنده(ها)                        | تهیه‌کننده (گان) | مدت            |
| -------------- | ---------------------------------------------- | ---------------------------------- | --------------- | -------------- |
| ۱۳.            | «دختران به محبت نیاز دارند (ریمیکس)» (با دریک) | سامر واکر آرسنیو آرچر اوبری گراهام | آرسنیو آرچر     | ۳:۴۲           |